# Покровське (Кропивницький район)
Покро́вське — село в Україні, у Первозванівській сільській громаді Кропивницького району Кіровоградської області. Населення становить 1026 осіб. Колишній центр Покровської сільської ради.

## Герб
У лазуровому щиті із золотою трикутною базою срібний покров (герб є промовистим) із червоною облямівкою, обтяжений червоними грецькими хрестами і супроводжуваний зверху золотою восьмикінцевою зіркою.

## Історія
Станом на 1886 рік у селі Аджамської волості Олександрійського повіту Херсонської губернії мешкало 2245 осіб, налічувалось 436 дворових господарств, існували православна церква, школа, 2 ятки та постоялий двір.

## Населення
Згідно з переписом УРСР 1989 року чисельність наявного населення села становила 1052 особи, з яких 457 чоловіків та 595 жінок.
За переписом населення України 2001 року в селі мешкало 1025 осіб.

### Мова
Розподіл населення за рідною мовою за даними перепису 2001 року:
| Мова       | Відсоток |
| ---------- | -------- |
| українська | 53,31 %  |
| російська  | 43,86 %  |
| молдовська | 1,46 %   |
| вірменська | 0,68 %   |
| білоруська | 0,19 %   |
| болгарська | 0,10 %   |
| угорська   | 0,10 %   |
| інші       | 0,30 %   |

## Голодомор
Село постраждало внаслідок геноциду українського народу 1932—1933 років, проведеного урядом СРСР. Одеська державна комісія, сформована окупаційною комуністичною владою, також свідчила про факти терору голодом навіть лояльних до радянської влади родин. Зокрема, у мешканця села Петра Ярошенка, який був активним членом колгоспу, голодувала вся родина: 
|  | В семье жена и 3 детей в возрасте от 7 до 11 лет. Имеет 220 трудодней за 1932 год. Дети - отекшие, лежат на печи. Жена плачет и говорит: "Я считаюсь ударницей, выгоняла нормы, руки от работы пухли, а зараз пропадаємо |

Дані про кримінальне переслідування організаторів голодомору на селі відустні. У післявоєнний час комуністична влада всіляко приховувала факти терору голодом, здійсненого у Покровському.

## Постаті
- Ткаченко Андрій Валерійович (1979—2014) — старший сержант Збройних сил України, учасник російсько-української війни.[7]